# Élie Ducommun
Élie Ducommun (Ginebra, Suïssa 1833 - Berna 1906) fou un periodista suís que treballà en favor del pacifisme i fou guardonat amb el Premi Nobel de la Pau l'any 1902 juntament amb Charles Albert Gobat.
Va néixer el 19 de febrer de 1833 a Ginebra i va treballar com a mestre d'alemany, tutor, periodista (a les publicacions Revue de Genève, Der Fortschritt i Helvétie), secretari general d'una companyia de ferrocarril, editor, traductor per la Cancelleria Suïssa entre 1869 i 1873, i fins i tot polític.

## Activisme pacifista
El 1867 va col·laborar en la fundació de la Ligue de la paix et de la liberté (o Lliga per la pau i per la llibertat).
El mateix any va ser nomenat director del tot just creat Bureau International de la paix (o Oficina Internacional per la Pau), la primera organització no governamental centrada en la pau, amb seu a Berna. Per aquest darrer lloc es va negar a rebre un salari, ja que amb la satisfacció dels seus ideals ja en tenia més que suficient. En fou el director fins a la seva mort, el 7 de desembre de 1906.
Anteriorment, però, fou guardonat amb el Premi Nobel de la Pau de 1902, juntament amb Charles Albert Gobat.